# Kymco Like
Il Kymco Like è uno scooter prodotto dalla casa motociclistica di Taiwan Kymco dal 2008.

## Storia
Introdotto al Salone del motociclo di Milano nel novembre del 2008, il Like è uno scooter compatto a “ruote basse” che viene prodotto in quattro versioni, 50 cm³ a 2 tempi, 50 cm³ a 4 tempi, 125 cm³ e 200 cm³.
Il design del è opera di Massimo Zaniboni di Arkema Studio ed è ispirato alla Vespa. Tutti i modelli montano cerchi da 12".
Nella primavera 2012 la gamma si arricchisce dell’allestimento LX, più esclusivo con rifiniture specifiche come cromature, sella con cuciture a contrasto e carrozzeria bicolore disponibile nella colorazioni bianco-azzurro eridio e bianco-verde inglese. Tale allestimento è disponibile coi motori 125 e 200.
Nell’estate del 2017 viene sottoposto a un leggero restyling estetico adottando motori quattro valvole omologati Euro 4 e la frenata combinata CBS.
Nel marzo del 2021 alla gamma si aggiunge la variante Sport, caratterizzata da estetica specifica con faro anteriore a full Led dal design squadrato e vernice nera opaco per la carrozzeria. La gamma motori viene omologata Euro 5.